# Фельдман, Эдуард Беньяминович
Эдуард Беньяминович Фельдман (род. 1947) — российский физик, доктор физико-математических наук.
Окончил МФТИ. Возглавил лабораторию магнитного резонанса в Институте проблем химической физики РАН. Автор известных научных работ в области спиновых систем. В настоящее время занимается применением спиновых систем для квантовых компьютеров и спиновой физикой наноструктур
Сын — американский физик Дмитрий Фельдман, профессор Брауновского университета.